# Kayı
La tribu dels Kayı (tribu Osmanlí des del 1236) eren un tribu turca de la branca dels Bozoklar (Fletxes grises), que formava part de l'horda o federació de tribus turques dels Oghuz. La paraula "kayı" significa "aquells que tenen poder a través de les relacions". D'aquesta tribu en va sorgir la família d'Othman o Osman-oghlu, fundadora dels otomans.
La tribu kayı hauria tingut un paper predominant en la conquesta turca d'Anatòlia i en aquesta regió hi ha nombroses localitats que porten el nomk Kayı. Grups tribals kayı vivien a Denizli, Menteshe i Konya i grups menors a Hamid, Ankara, Sarukhan, Afyonkara Hisar i Sis. Encara una branca va quedar al Turkmenistan.
A començaments del segle xiii la tribu turca dels Kayı, que formava part de l'horda turca dels Oghuz, fugí de l'Àsia central arrasada pels mongols. El 1227 Süleyman Shah, cabdill de la tribu i pare d'Ertuğrul Gazi, morí ofegat mentre travessaven la riva de l'Eufrates en la seva fugida.
A partir del 1227 Ertuğrul Gazi es convertí en el nou cabdill de la tribu turca dels Kayı. Conduí la seva tribu en una migració fins a la Península d'Anatòlia, que es trobava sota el poder de la dinastia seljúcida. Aquests li donaren permís per assentar-se en el seu territoris i Ala ad-Din Kay Qubadh I, el soldà seljúcida del Soldanat de Rum li concedí les terres de Karaca Dağ, una muntanya pròxima a Angora (actualment Ankara).
El 1231 conquerí la ciutat romana d'Orient de Söğüt i la tribu emigrà cap aquella àrea. El 1243, els exèrcits seljúcides foren derrotats pels mongols en la batalla de Köse Dağ i el poder de l'imperi es desintegrà lentament. El 1281, després de la seva mort, el cabdillatge de la tribu recaigué en el seu fill, Osman I, que el 1290 s'independitzà del domini mongol i el 1299 convertí Söğüt en capital de l'Imperi Otomà.
Hi havia d'altres tribus que rodejaven els Kayı: els Eskenderum al nord, els Eskişehir a l'est i els Konyali al sud; i amb l'Imperi Romà d'Orient a l'oest. Quan el 1236 el fill d'Osman I, Orhan, succeí el seu pare, canvià el nom de la tribu i l'anomenà tribu Osmanlí en honor del seu pare.